# IC 4004
IC 4004 је спирална галаксија у сазвјежђу Ловачки пси која се налази на листи објеката дубоког неба у Индекс каталогу.
Деклинација објекта је + 38° 48' 40" а ректасцензија 12h 59m 42,8s. Привидна величина (магнитуда) објекта IC 4004 износи 14,5 а фотографска магнитуда 15,3. IC 4004 је још познат и под ознакама MCG 7-27-11, CGCG 217-5, PGC 44618.